# 협곡

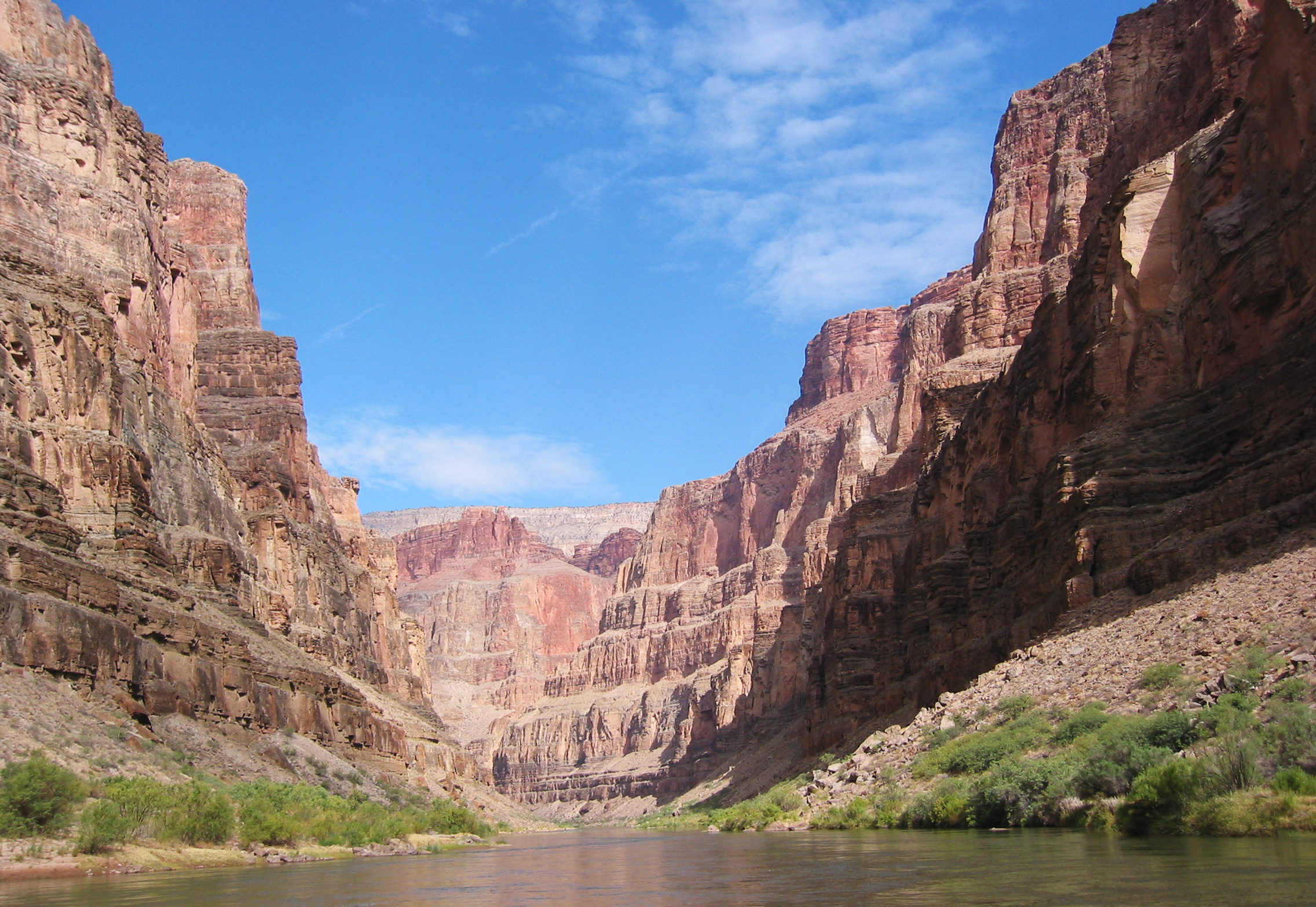
그랜드 캐니언

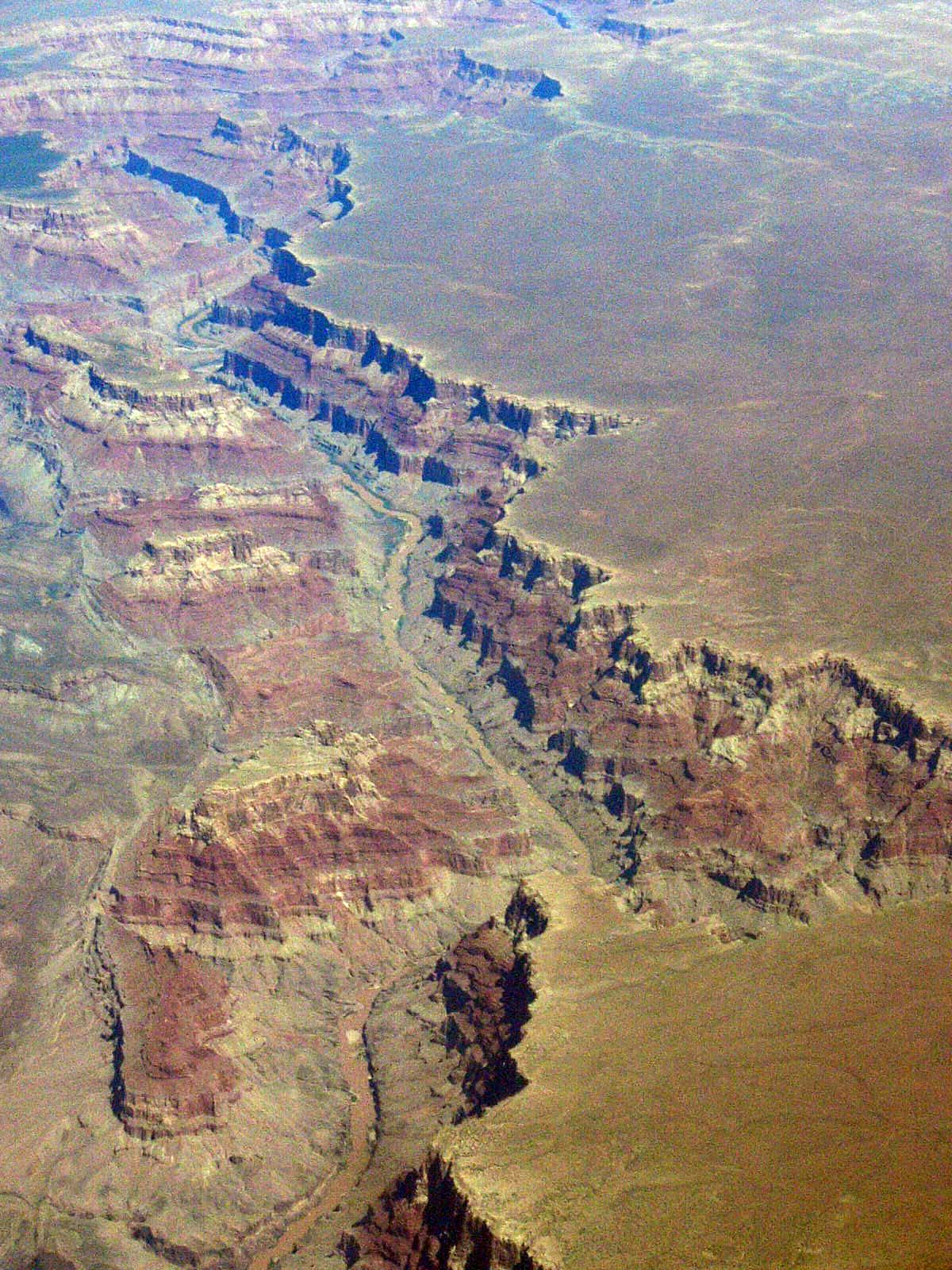
콜로라도강 인근의 그랜드 캐니언

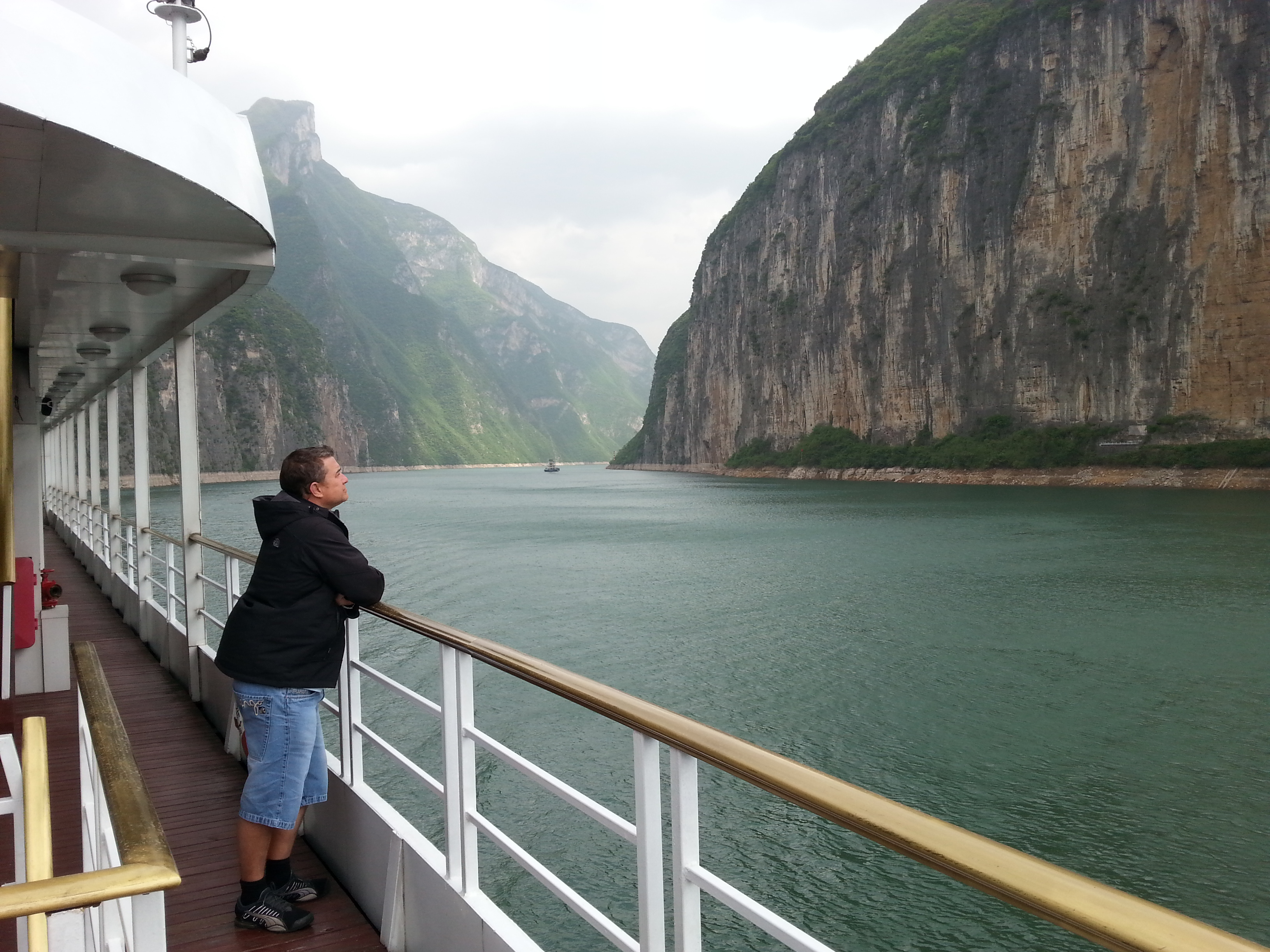
장강 협곡

협곡(峽谷, Canyon)은 한 쌍의 절벽이나 급경사면 사이에 위치하고 있는 깊게 파인 지형을 의미하며, 대개 강이나 하천의 물살에 오랫동안 노출됨으로 인해 지형이 침식되어 생성되는 경우가 많다.
협곡이란 단어에는 단순한 침식 지형 외에, 히말라야산맥이나 알프스산맥과 같은 대규모 산맥 중 인접한 두 산의 정상과 정상 사이의 틈이라는 의미도 있다. 이 의미에 부합하는 협곡으로는 요세미티 국립공원 등이 있다.

## 가장 큰 규모의 협곡
협곡의 규모는 그 깊이, 그리고 길이와 같은 여러 특징으로 비교할 수 있기 때문에 가장 큰 규모의 협곡을 하나 찍어 말하기는 어렵다. 또한, 히말라야 산맥 인근의 협곡은 접근이 어려운 곳에 위치하여 있기 때문에 그 깊이를 측정하기 어렵기에 아직까지 정확히 알려진 바가 없는 협곡 역시 여럿 존재한다.
현재까지 알려진 가장 깊은 협곡은 카라코람 고속도로가 건설된, 인도의 길기트에 위치한 인더스강에 있다. 길기트에서, 인더스 강은 해수면으로부터 약 1,000m 고도에서 흐르고 있다. 길기트에서 남쪽으로 15km 떨어진 곳에는 높이 8,126m의 낭가파르바트 산이 있고, 북쪽으로는 7,788m 높이의 라카포시 산이 위치하고 있다. 이는 인더스 협곡을 높이 7,120m의 세계에서 가장 깊은 협곡으로 만들어 준 요인이 된다. 이는 세계에서 가장 깊은 3대 협곡 중 하나인 칼리간다키강 협곡보다 약 600m, 티베트의 얄룽창포 협곡보다 약 1,500m 더 깊은 깊이이다.

## 저명한 예시
- 올두바이 협곡
- 구리 협곡
- 그랜드 캐니언
- 장강삼협
- 매리너 계곡

## 같이 보기
- 골짜기
- 그랜드 캐니언
- 돌리네
- 캐니어닝
- 지형학
- 걸리